# Piciformes
Piciformes é uma ordem de aves que inclui animais de médias dimensões que habitam o meio arbóreo. O grupo tem cerca de sete famílias, 67 gêneros e 339 espécies, incluindo os tucanos e os pica-paus. Cerca de metade das espécies são constituídas pelos Picidae (pica-paus e descendentes).
Em geral, os piciformes são insetívoros, embora os capitonídeos e tucanos comam principalmente frutas, e os indicatorídeos sejam únicos entre as aves, por serem capazes de digerir cera de abelha (embora insetos constituam a maior parte de sua dieta). A maior parte dos membros da ordem são zigodáctilos, isto é, possuem dois dedos para a frente e dois para trás, uma característica vantajosa para as aves que passam a maior parte do tempo em árvores, exceto algumas espécies de pica-pau, que não têm essa vantagem.

## Sistemática
As famílias Galbulidae e Bucconidae, antes incluídas entre a ordem Piciformes, são frequentemente incluídas em uma ordem distinta, os Galbuliformes. Historicamente, os Galbuliformes e os Piciformes foram agrupados em uma mesma ordem, pois ambos são zigodáctilos e apresentam semelhanças na estrutura do tendão. Em 2006, a análise do DNA genômico confirmou que Galbulidae e Bucconidae são grupos irmãos dentro da ordem Piciformes, formando uma subordem chamada Galbuli. Entretanto, pensa-se que, como a zigodactilia evoluiu independentemente em diferentes táxons (com os Psittaciformes), esta característica não implica uma relação evolutiva próxima e a subordem Galbuli é muitas vezes elevada à ordem Galbuliformes.

## Evolução

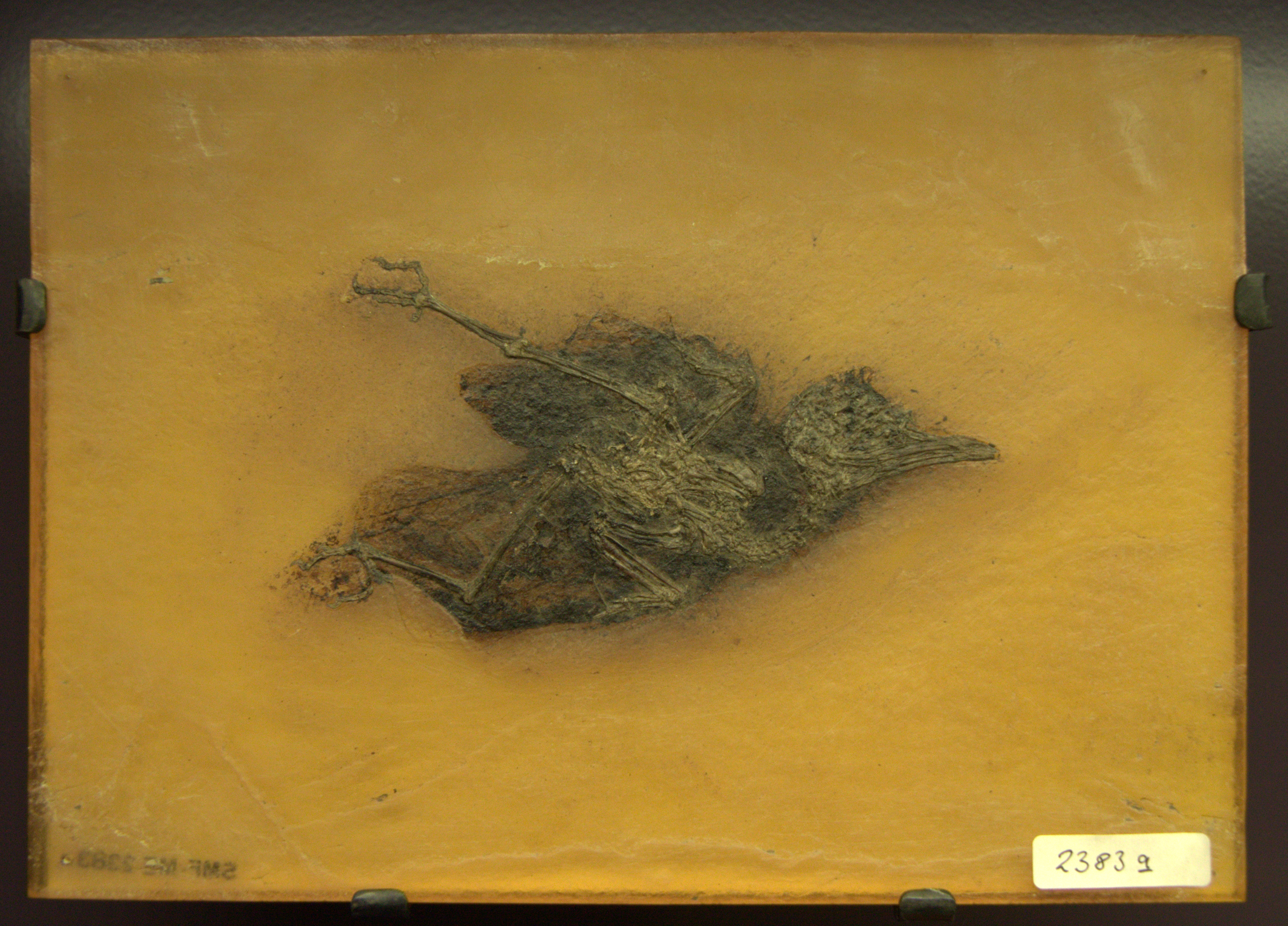
Primozygodactylus, uma ave zigodáctilo

A reconstrução da história evolutiva dos Piciformes tem sido dificultada pela falta de compreensão da evolução do pé zigodátilo. Uma série de famílias e gêneros pré-históricos, como Neanis e Hassiavis do Eoceno Inferior, às vezes são atribuídos provisoriamente a esta ordem. Existem alguns Piciformes ancestrais extintos conhecidos de fósseis, mas pelo menos em parte provavelmente pertencem aos Pici. Sabe-se que as famílias modernas existem desde meados do final do Oligoceno até o início do Mioceno; consequentemente, as formas mais antigas parecem ser mais basais. Uma grande parte da evolução piciforme parece ter ocorrido na Europa (onde apenas os Picidae ocorrem hoje); talvez até mesmo algumas famílias agora exclusivamente neotropicais têm sua origem no Velho Mundo.

## Classificação
- Não atribuídos (todos fósseis)
  - Piciformes gen. et sp. indet. IRScNB Av 65 (Oligoceno inicial de Boutersem, Bélgica)
  - Piciformes gen. et sp. indet. SMF Av 429 (Oligoceno tardio de Herrlingen, Alemanha)
- Subordem Galbuli
  - Família Galbulidae (arirambas) – 18 espécies
  - Família Bucconidae (macurus, rapazinhos)   – 38 espécies
- Subordem Pici
  - Não atribuídos e táxons basais (todos fósseis)
    - Genus Rupelramphastoides (Oligoceno inicial de Frauenweiler, Alemanha)
    - Pici gen. et sp. indet. (Mioceno Médio de Grive-Saint-Alban, França)
    - Família Miopiconidae (fóssil)
    - Família Picavus (fóssil)

  - Infraordem Ramphastides
    - Família Megalaimidae (barbichas) – cerca de 25 espécies
    - Família Lybiidae (barbadinhos) – cerca de 40 espécies
    - Família Capitonidae (capitães) – cerca de 15 espécies
    - Família Semnornithidae (capitães-tucanos) – cerca de 2 espécies
    - Família Ramphastidae (tucanos e araçaris) – cerca de 40 espécies

  - Infraordem Picides
    - Família Indicatoridae (indicadores) – 17 espécies
    - Família Picidae (pica-paus) – mais de 200 espécies[7]